# Molophilus novacaesariensis
Molophilus novacaesariensis är en tvåvingeart som beskrevs av Alexander 1916. Molophilus novacaesariensis ingår i släktet Molophilus och familjen småharkrankar. Inga underarter finns listade i Catalogue of Life.